# Malá Stožka
Malá Stožka byla národní přírodní rezervace v oblasti Muráňská planina. Nacházela se v katastrálním území obce Muráň v okrese Revúca v Banskobystrickém kraji. Území bylo vyhlášeno či novelizováno v roce 1965 na rozloze 59,61 ha. Rozloha ochranného pásma byla stanovena na 123,54 ha.
Národní přírodní rezervace byla k 1. říjnu 2022 zrušena a území bylo zařazeno do systému zón národního parku Muráňská planina.